# 膜叶连蕊茶
膜叶连蕊茶（学名：Camellia membranacea）为山茶科山茶属的植物。分布在中国大陆的云南等地，生长于海拔1,500米的地区，多生长于森林中，目前尚未由人工引种栽培。